# Bottwartalbahn
| |                                     |                                       |                                       |
| Streckennummer (DB): | 4932                                |                                       |                                       |
| Kursbuchstrecke: | 323d (1964) 323e (1946) 312e (1944) |                                       |                                       |
| Streckenlänge: | 37,021 km                           |                                       |                                       |
| Spurweite: | 750 mm / teils 1435 mm              |                                       |                                       |
| Maximale Neigung: | 25 ‰                                |                                       |                                       |
| Minimaler Radius: | 80 m                                |                                       |                                       |
| |                                     |                                       |                                       |
| \| \| \| von Backnang \| \| \| \| 0,000 \| Marbach (Neckar) \| 223 m \| \| \| \| nach Ludwigsburg \| \| \| \| 0,30 \| Kirchweinbergstraße \| Kirchweinbergstraße \| \| \| 0,50 \| Am Alten Markt \| Am Alten Markt \| \| \| 1,485 \| Anschlussbahn zum Kraftwerk Marbach \| Anschlussbahn zum Kraftwerk Marbach \| \| \| 1,550 \| Murrbrücke (1946 bis 1947) \| Murrbrücke (1946 bis 1947) \| \| \| 2,10 \| Murr (31 m) \| Murr (31 m) \| \| \| 2,770 \| Murr \| 197 m \| \| \| 4,290 \| Steinheim (Murr) \| 200 m \| \| \| 6,250 \| Kleinbottwar \| 209 m \| \| \| 6,500 \| Bottwar \| Bottwar \| \| \| 8,580 \| Großbottwar \| 215 m \| \| \| 9,90 \| Bottwar \| Bottwar \| \| \| 10,450 \| Hof und Lembach \| 222 m \| \| \| 11,750 \| Oberstenfeld \| 229 m \| \| \| 14,380 \| Beilstein (Württ) \| 258 m \| \| \| 17,700 \| Auenstein \| 229 m \| \| \| 17,319 \| Abstetter Bach \| Abstetter Bach \| \| \| 19,890 \| Ilsfeld \| 225 m \| \| \| 21,944 \| Schozach \| Schozach \| \| \| 23,960 \| Mühlgraben \| Mühlgraben \| \| \| 23,990 \| Schozach \| 209 m \| \| \| 24,143 \| Mühlgraben \| Mühlgraben \| \| \| 24,780 \| Anschluss Südzucker \| Anschluss Südzucker \| \| \| 25,523 \| Anschluss Steinbruch Wörner \| Anschluss Steinbruch Wörner \| \| \| 27,000 \| Talheim \| 188 m \| \| \| 28,275 \| Rauher Stich (ab 1900) \| 183 m \| \| \| 31,531 \| Deinenbach \| Deinenbach \| \| \| 32,00 \| Straßenbahn Heilbronn (1900 bis 1951) \| Straßenbahn Heilbronn (1900 bis 1951) \| \| \| 32,220 \| Heilbronn-Sontheim \| 165 m \| \| \| 33,10 \| Sontheimer Landwehr \| Sontheimer Landwehr \| \| \| 34,190 \| Heilbronn Süd \| 174 m \| \| \| 35,60 \| Lerchenbergtunnel (400 m) \| Lerchenbergtunnel (400 m) \| \| \| 36,50 \| Stadtbahn Heilbronn (seit 2001) \| Stadtbahn Heilbronn (seit 2001) \| \| \| 36,950 \| Kunzestraße \| Kunzestraße \| \| \| \| von Crailsheim \| \| \| \| 37,021 \| Heilbronn Pfühl (Abzw) \| Heilbronn Pfühl (Abzw) \| \| \| \| nach Heilbronn \| \| \| \| \| \| \| \| Quellen: [1] \| \| \| \| |                                     |                                       |                                       |
| Strecke |                                     | von Backnang                          | von Backnang                          |
| Bahnhof | 0,000                               | Marbach (Neckar)                      | 223 m                                 |
| Abzweig ehemals geradeaus und nach links |                                     | nach Ludwigsburg                      | nach Ludwigsburg                      |
| Brücke (Strecke außer Betrieb) | 0,30                                | Kirchweinbergstraße                   | Kirchweinbergstraße                   |
| Brücke (Strecke außer Betrieb) | 0,50                                | Am Alten Markt                        | Am Alten Markt                        |
| Abzweig geradeaus und nach links (Strecke außer Betrieb) | 1,485                               | Anschlussbahn zum Kraftwerk Marbach   | Anschlussbahn zum Kraftwerk Marbach   |
| Haltepunkt / Haltestelle (Strecke außer Betrieb) | 1,550                               | Murrbrücke (1946 bis 1947)            | Murrbrücke (1946 bis 1947)            |
| Brücke über Wasserlauf (Strecke außer Betrieb) | 2,10                                | Murr (31 m)                           | Murr (31 m)                           |
| Bahnhof (Strecke außer Betrieb) | 2,770                               | Murr                                  | 197 m                                 |
| Bahnhof (Strecke außer Betrieb) | 4,290                               | Steinheim (Murr)                      | 200 m                                 |
| Haltepunkt / Haltestelle (Strecke außer Betrieb) | 6,250                               | Kleinbottwar                          | 209 m                                 |
| Brücke über Wasserlauf (Strecke außer Betrieb) | 6,500                               | Bottwar                               | Bottwar                               |
| Bahnhof (Strecke außer Betrieb) | 8,580                               | Großbottwar                           | 215 m                                 |
| Brücke über Wasserlauf (Strecke außer Betrieb) | 9,90                                | Bottwar                               | Bottwar                               |
| Haltepunkt / Haltestelle (Strecke außer Betrieb) | 10,450                              | Hof und Lembach                       | 222 m                                 |
| Bahnhof (Strecke außer Betrieb) | 11,750                              | Oberstenfeld                          | 229 m                                 |
| Bahnhof (Strecke außer Betrieb) | 14,380                              | Beilstein (Württ)                     | 258 m                                 |
| Bahnhof (Strecke außer Betrieb) | 17,700                              | Auenstein                             | 229 m                                 |
| Brücke über Wasserlauf (Strecke außer Betrieb) | 17,319                              | Abstetter Bach                        | Abstetter Bach                        |
| Bahnhof (Strecke außer Betrieb) | 19,890                              | Ilsfeld                               | 225 m                                 |
| Brücke über Wasserlauf (Strecke außer Betrieb) | 21,944                              | Schozach                              | Schozach                              |
| Brücke über Wasserlauf (Strecke außer Betrieb) | 23,960                              | Mühlgraben                            | Mühlgraben                            |
| Bahnhof (Strecke außer Betrieb) | 23,990                              | Schozach                              | 209 m                                 |
| Brücke über Wasserlauf (Strecke außer Betrieb) | 24,143                              | Mühlgraben                            | Mühlgraben                            |
| Dienststation / Betriebs- oder Güterbahnhof (Strecke außer Betrieb) | 24,780                              | Anschluss Südzucker                   | Anschluss Südzucker                   |
| Dienststation / Betriebs- oder Güterbahnhof (Strecke außer Betrieb) | 25,523                              | Anschluss Steinbruch Wörner           | Anschluss Steinbruch Wörner           |
| Bahnhof (Strecke außer Betrieb) | 27,000                              | Talheim                               | 188 m                                 |
| Bahnhof (Strecke außer Betrieb) | 28,275                              | Rauher Stich (ab 1900)                | 183 m                                 |
| Brücke über Wasserlauf (Strecke außer Betrieb) | 31,531                              | Deinenbach                            | Deinenbach                            |
| Kreuzung mit U-Bahn (Strecken außer Betrieb) | 32,00                               | Straßenbahn Heilbronn (1900 bis 1951) | Straßenbahn Heilbronn (1900 bis 1951) |
| Bahnhof (Strecke außer Betrieb) | 32,220                              | Heilbronn-Sontheim                    | 165 m                                 |
| Brücke (Strecke außer Betrieb) | 33,10                               | Sontheimer Landwehr                   | Sontheimer Landwehr                   |
| Bahnhof (Strecke außer Betrieb) | 34,190                              | Heilbronn Süd                         | 174 m                                 |
| Tunnel (Strecke außer Betrieb) | 35,60                               | Lerchenbergtunnel (400 m)             | Lerchenbergtunnel (400 m)             |
| Kreuzung mit U-Bahn geradeaus oben (Strecke geradeaus außer Betrieb) | 36,50                               | Stadtbahn Heilbronn (seit 2001)       | Stadtbahn Heilbronn (seit 2001)       |
| Brücke (Strecke außer Betrieb) | 36,950                              | Kunzestraße                           | Kunzestraße                           |
| Abzweig ehemals geradeaus und von rechts |                                     | von Crailsheim                        | von Crailsheim                        |
| ehemalige Blockstelle | 37,021                              | Heilbronn Pfühl (Abzw)                | Heilbronn Pfühl (Abzw)                |
| Strecke |                                     | nach Heilbronn                        | nach Heilbronn                        |
| |                                     |                                       |                                       |
| Quellen: |                                     |                                       |                                       |

Die Bottwartalbahn, historisch Bottwarthalbahn geschrieben, wurde unter den Königlich Württembergischen Staats-Eisenbahnen offiziell Bottwarbahn und im Volksmund scherzhaft Entenmörder genannt, weil sie angeblich eine Bedrohung für das örtliche Federvieh darstellte. Sie war eine Schmalspurbahn in Baden-Württemberg mit einer Spurweite von 750 Millimetern, kürzere Abschnitte waren aber normalspurig oder als Dreischienengleis ausgeführt. Die Strecke führte von Marbach am Neckar entlang der Murr, der Bottwar, der Schozach und dem Neckar nach Heilbronn.

## Verlauf
Mit einer Streckenlänge des Schmalspurabschnitts von 34,25 Kilometern war die Bottwarbahn die längste Schmalspurstrecke der Königlich Württembergischen Staats-Eisenbahnen. Eigentlich handelte es sich um ein Streckennetz mit einem nördlichen und einem südlichen Ast, von denen jeder ein separates Verkehrsgebiet erschloss. Betriebsmittelpunkt war der Bahnhof Beilstein. Dort befanden sich neben dem Bahnhofsgebäude ein Lokomotivschuppen, ein Wasserkran, eine Werkstatt und ausgedehnte Gleisanlagen zum Abstellen der Fahrzeuge. An den Endpunkten in Marbach und Heilbronn Süd gab es Umladeanlagen für Stückgut und Rollschemelgruben sowie in Heilbronn einen Lokomotivschuppen für zwei Maschinen und eine acht Meter durchmessende Drehscheibe. Anfangs wurden die Lokomotiven über einfache Kohlenbühnen versorgt, später wurde ein elektrisch angetriebener Kran zur Beschickung mit Hunten installiert.

## Geschichte

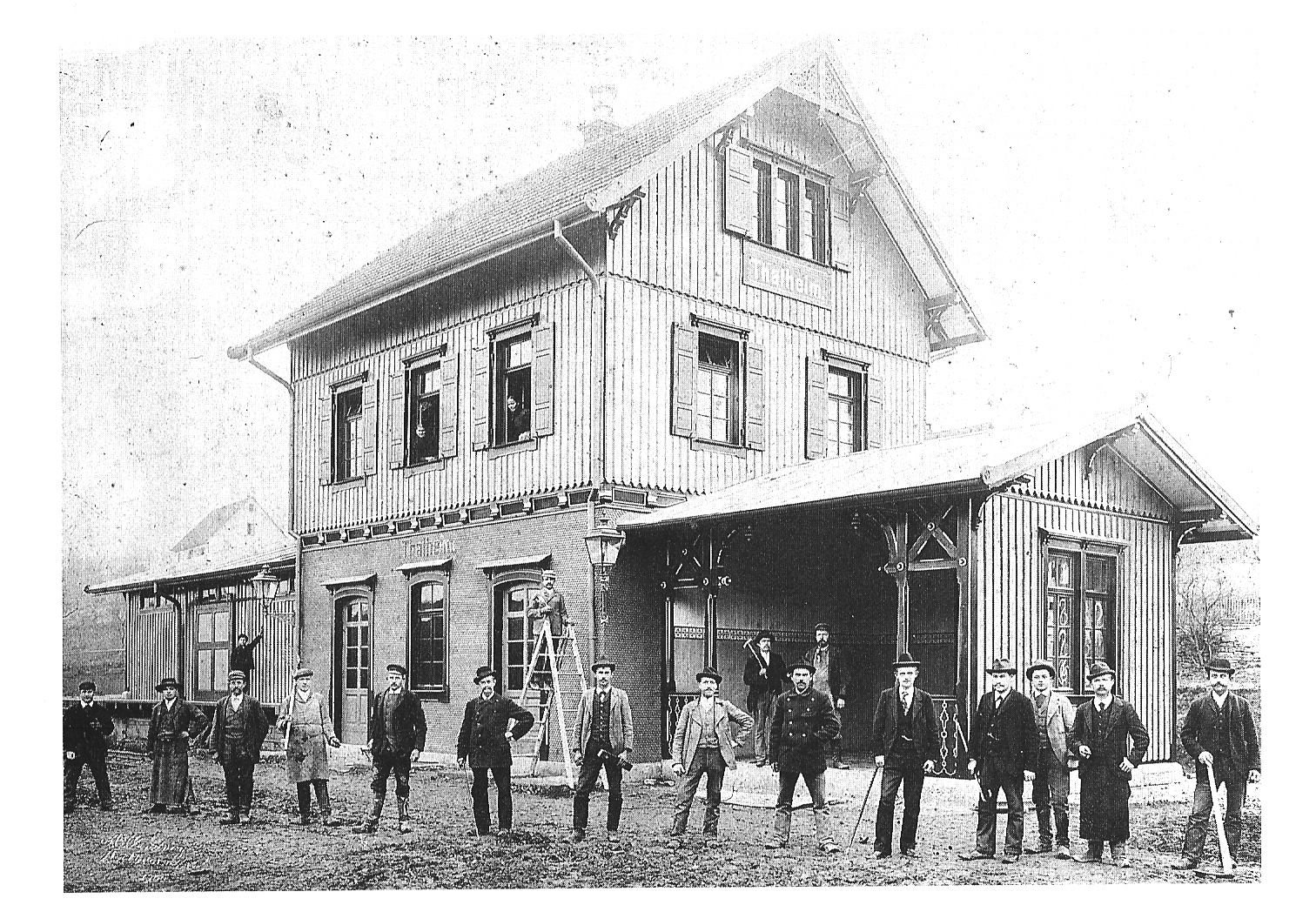
Bahnhof Talheim um 1900

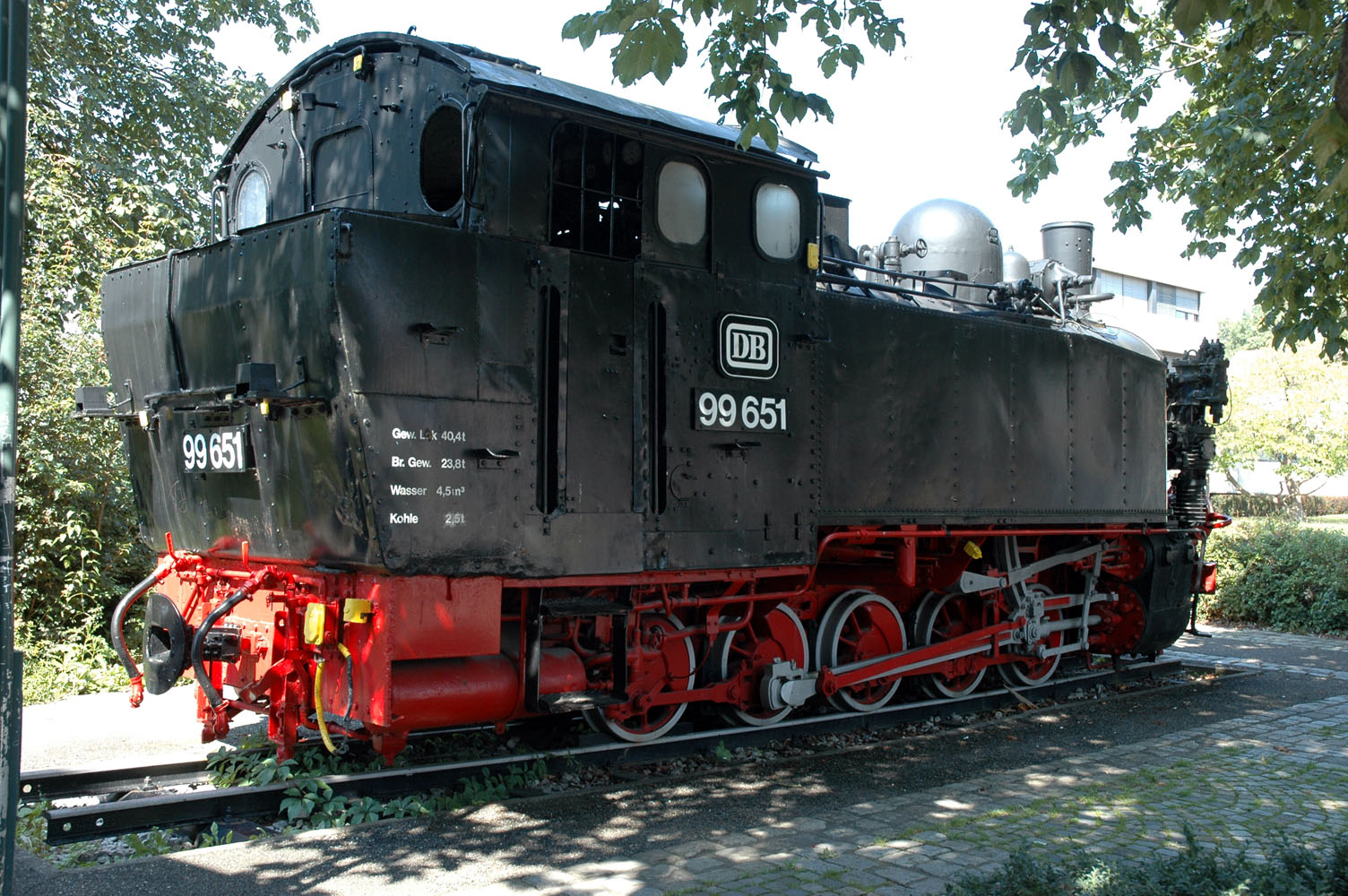
Lokomotive 99 651 der Bottwarbahn als Denkmal in Steinheim (Murr)

Das erste Teilstück zwischen Marbach und Beilstein wurde 1894 eröffnet, im November 1899 folgte die Verlängerung bis Ilsfeld und im Dezember 1900 das Reststück bis zum Bahnhof Heilbronn Süd. Dort erfolgte der nördliche Lückenschluss zum Normalspurnetz, außerdem wurde der Abschnitt Talheim–Heilbronn Süd von Beginn an als Dreischienengleis ausgeführt.
Sowohl beim Personen- als auch im Gütertransport hatte diese Strecke von Anfang an ein bedeutendes Verkehrsaufkommen, wahrscheinlich das höchste aller württembergischen Schmalspurbahnen. Landwirtschaftliche Produkte sowie Lieferungen und Abfuhren für die im Südteil angesiedelte Holz- und Möbelindustrie prägten das Frachtgeschäft. Spitzenbelastungen traten im Herbst während der so genannten Rübenkampagne auf, wobei die direkte Anbindung zur Zuckerfabrik in Heilbronn besonders vorteilhaft war.
Nördlich von Marbach zweigte die 1938/39 erbaute Anschlussbahn zum Kraftwerk Marbach ab. Eigens hierfür wurde auch der südliche Abschnitt der Strecke auf einer Länge von 1,8 Kilometern dreischienig ausgebaut. Zum Ende des Zweiten Weltkrieges musste das kohlegefeuerte Kraftwerk Marbach vollständig über die Bottwartalbahn mit Brennstoff versorgt werden, da die Neckarbrücke der Bahnstrecke Backnang–Ludwigsburg zerstört worden war. Der Güterverkehr wurde mit Rollböcken abgewickelt, was ein Umladen ersparte.
Im Personenverkehr profitierte die Bottwartalbahn davon, dass sie im Berufsverkehr sowohl nach Marbach als auch Heilbronn ausgerichtet war. Darüber hinaus hatte aber auch der Ausflugsverkehr in das Weinbaugebiet Bottwartal eine gewisse Bedeutung. So waren noch Anfang der 1960er-Jahre Personenzüge mit mehr als zehn Wagen keine Seltenheit.

### Niedergang

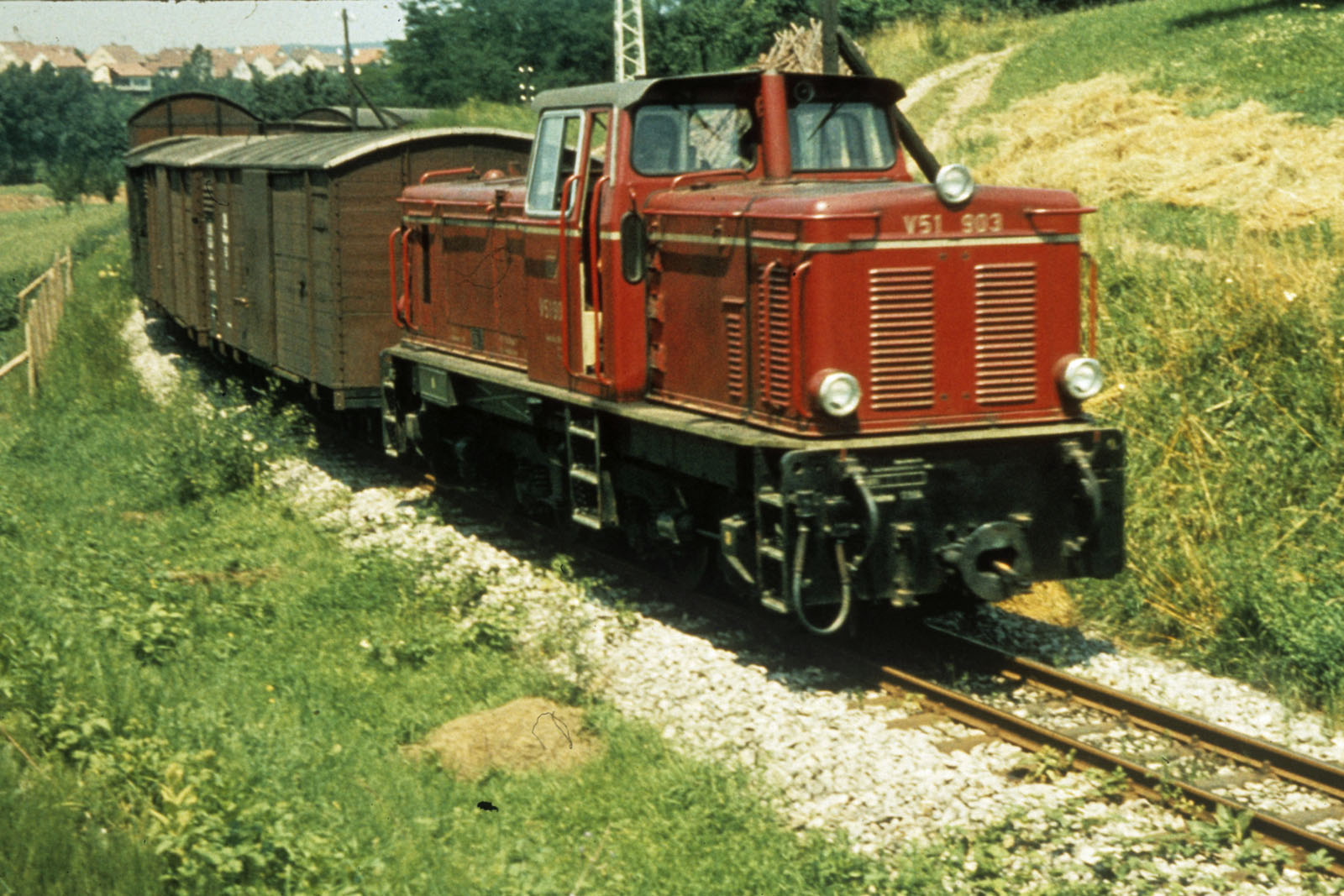
Diesellokomotive V51 903 mit einem Güterzug bei Steinheim an der Murr

Trotz des hohen Verkehrsaufkommens und der zögerlichen Modernisierung durch den Dieselbetrieb führten der stetig wachsende motorisierte Individualverkehr sowie die parallel geführte Bahnbus-Linie zur frühzeitigen Einstellung des Personenverkehrs. Diese erfolgte am 26. September 1966. Die am 31. Dezember 1968 folgende Einstellung des Güterverkehrs zwischen Steinheim und Talheim, nachdem zuvor noch der erhebliche Zuckerrübenverkehr abgewickelt worden war, bedeutete das endgültige Aus für den Schmalspurbetrieb auf der Bottwartalbahn.
Der circa zweieinhalb Kilometer lange Abschnitt zwischen dem Abzweig zum Kraftwerk Marbach und Steinheim an der Murr war bereits im Sommer in 53 Tagen auf Normalspur umgespurt und am 19. September 1968 feierlich in Betrieb genommen worden, auch der Normalspurverkehr im Bereich des nördlichen Dreischienengleises bis Talheim blieb zunächst erhalten. Versuche, die Schmalspurbahn als Museumsbahn zu erhalten, blieben hingegen erfolglos, die Schmalspurgleise zwischen Steinheim und Talheim wurden nach der Einstellung restlos abgebaut.
Jedoch konnte sich auch der normalspurige Rumpfbetrieb auf Dauer nicht halten. Schon am 28. Mai 1976 wurde der Abschnitt Heilbronn-Sontheim–Talheim aufgegeben, am 29. September 1985 endete auch der Verkehr zwischen Heilbronn Süd und Heilbronn-Sontheim, Ende 1989 folgte der Abschnitt zwischen dem Abzweig zum Kraftwerk Marbach und Steinheim (Murr). Bis zum 1. Januar 2000 wurden von Heilbronn Süd aus noch einige Anschlüsse bedient, im Zuge der Bauarbeiten für die Stadtbahn Heilbronn musste jedoch auch diese Verbindung gekappt werden, da die Brücke der Bottwartalbahn der Stadtbahn-Oberleitung im Wege stand. Die Stilllegung (Entwidmung) des Restabschnitts erfolgte schließlich am 15. August 2000.
In Marbach verblieb als letzter Rest noch der kurze Abschnitt vom Bahnhof bis zur Spitzkehre nahe der Gemarkungsgrenze nach Murr. Er diente bis ungefähr zur Jahrtausendwende dem Verkehr zum Kraftwerk Marbach, letzte Zugfahrt war am 30. Juni 2002 ein Sonderzug. Inzwischen ist auch dieses letzte Stück stillgelegt.

### Reaktivierungspläne

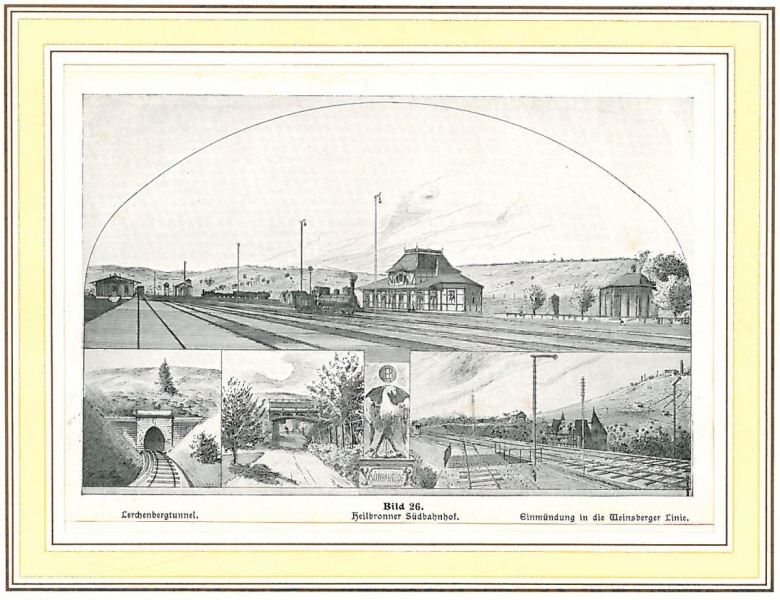
Heilbronner Südbahnhof, Lerchenbergtunnel, Einmündung in die Weinsberger Linie

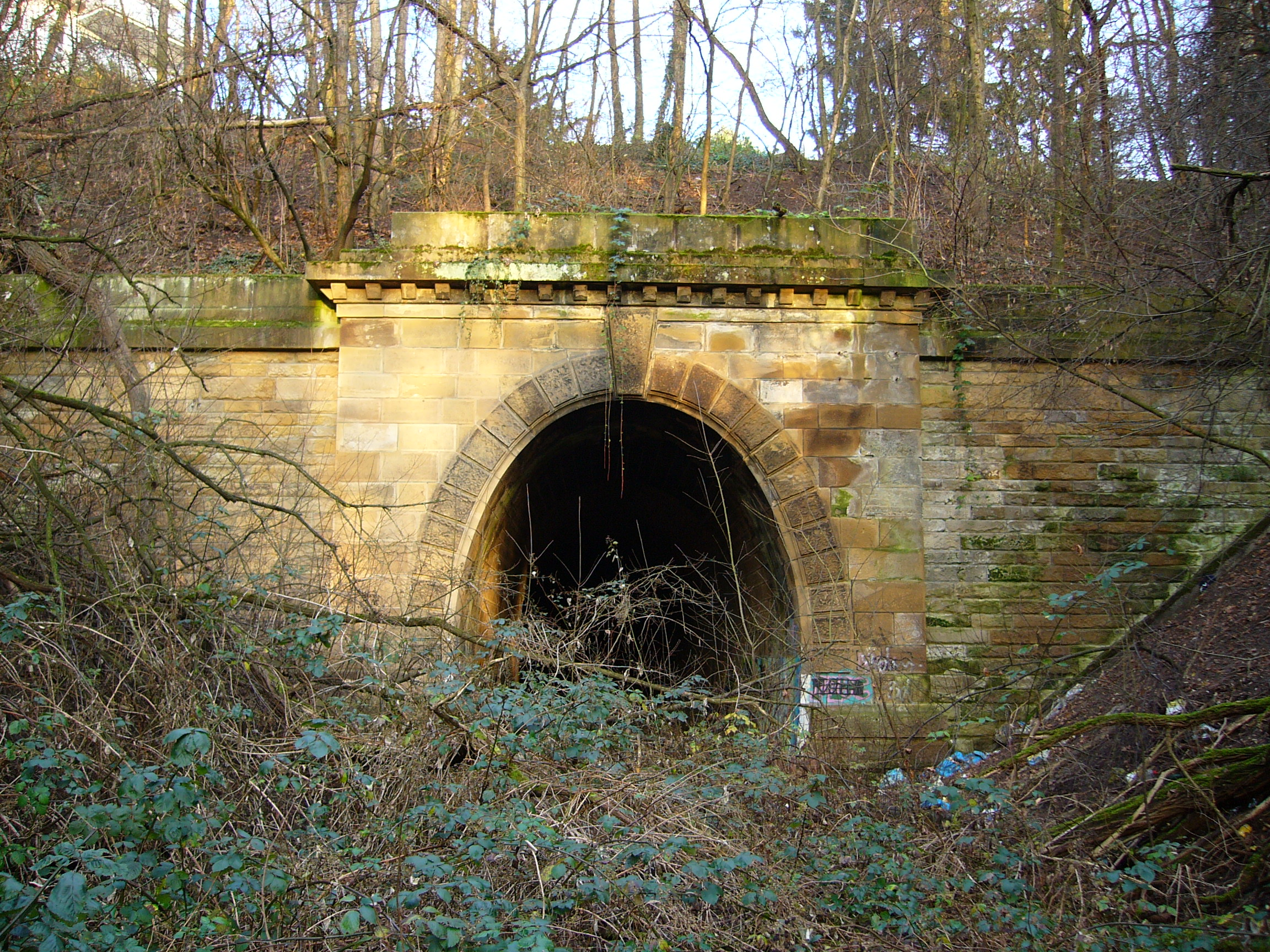
Der 1900/1901 angelegte Lerchenbergtunnel hat eine historische Sandsteinverkleidung (Stand 2006)

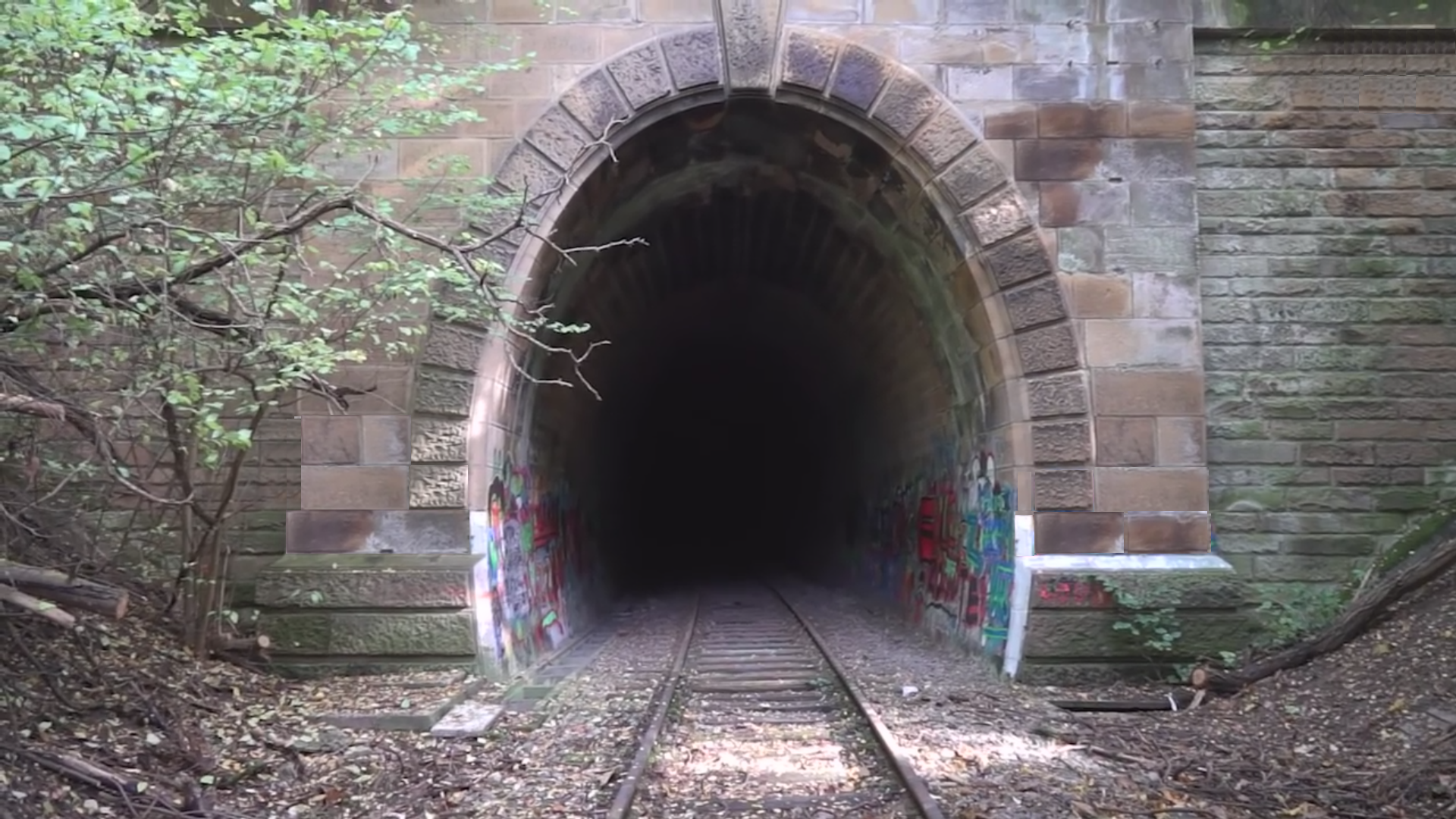
Der wieder freigelegte Lerchenbergtunnel (Stand 2017)

In den 1990er Jahren kamen Pläne auf, Teile der Strecke als moderne Regionalstadtbahn zu reaktivieren. Das Vorhaben einer Wiederinbetriebnahme zwischen Marbach und Beilstein wurde jedoch ab März 2005 von den beteiligten Kommunen wegen zu erwartender hoher Baukosten nicht mehr verfolgt. Einzelne Abschnitte wurden mittlerweile zu Bahntrassenradwegen umgebaut, diese sind zusammen circa 15 Kilometer lang und Bestandteil des Alb-Neckar-Radwegs.
Der Steinheimer Gemeinderat sprach sich im Februar 2010 für weitere Untersuchungen zu einer möglichen Reaktivierung aus und stellte dafür Planungsmittel in den Haushalt ein. Die anderen Anliegerkommunen blieben jedoch überwiegend skeptisch.
2012 wünschten Kommunen von Marbach bis ins Schozachtal eine Reaktivierung und wollten daher auch eine vertiefende Voruntersuchung. Dies scheiterte aber an den Gemeinden Murr und Oberstenfeld. Der Großbottwarer Bürgermeister Ralf Zimmermann gab dennoch die Hoffnung auf eine Reaktivierung der Strecke nicht auf, weil die Trasse im Regionalplan festgeschrieben sei.
Im Februar 2017 befürwortete die Lokale Agenda 21 die „Fortführung der Südachse (der Stadtbahn Heilbronn) ins Zabergäu und ins Bottwartal“.
Im März 2017 forderte eine Bürgerinitiative ein Gutachten über den baulichen Zustand des historischen Lerchenbergtunnels, um dabei auch mögliche Sanierungskosten bei einer Nutzung als Erlebnis-Radweg zu ermitteln. Die Umnutzung wurde von Seiten der Stadt Heilbronn unter Wilfried Hajek abgelehnt: Die Reaktivierung sei ein „Millionengrab“ und ein teurer „Angsttraum“. Um die Öffentlichkeit über die Projektidee zu informieren und das Vorhaben weiter voranzutreiben, wurde im April 2017 der Verein „Erlebnisweg Lerchenbergtunnel e. V.“ gegründet. Der geplante Rad- und Fußweg steht dabei nicht im Konflikt zu einer möglichen Reaktivierung der Bottwarbahn als Regionalstadtbahn, da für diese eine alternative Streckenführung im Bereich des Heilbronner Stadtgebiets vorgeschlagen wird. Der 1900/1901 angelegte Lerchenbergtunnel unter dem Heilbronner Lerchenberg zeigt an den Zugängen eine Verkleidung aus Sandstein und im Inneren ein aus Backstein gemauertes Gewölbe. Der Tunnel ist 400 Meter lang und liegt zwischen dem Bahnhof Heilbronn Süd und dem Streckenende. Zwischenzeitlich war nach einem Freischnitt der Tunnelportale im Oktober 2015 der Zugang wieder frei möglich. Anfang 2022 wurde der nördliche Zugang erneut frei geschnitten. Hintergrund ist eine Untersuchung zur Standfestigkeit des Tunnels auf Betreiben der Bürgerinitiative.

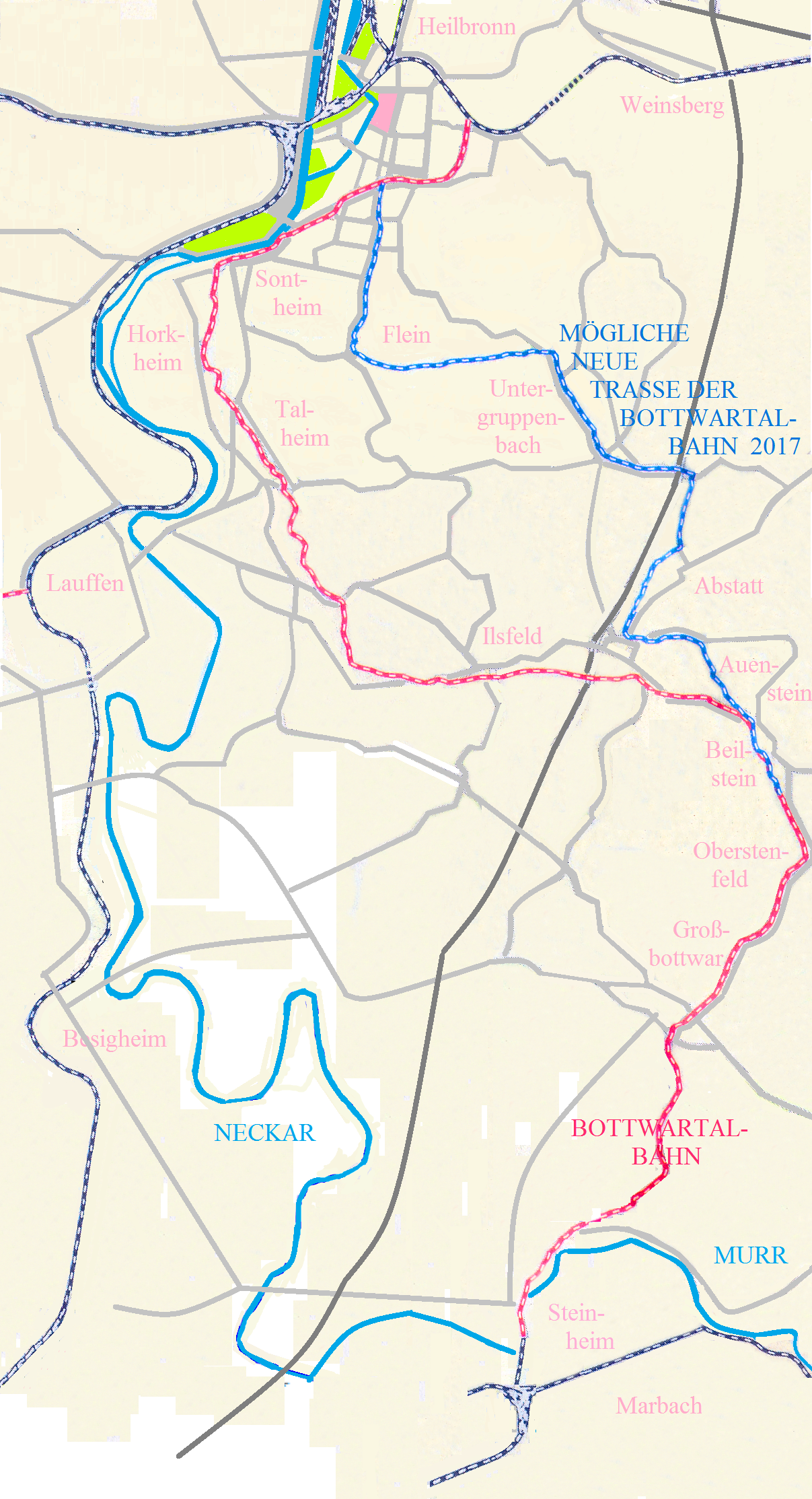
Der Trassenvorschlag der Bürgerinitiative (blau) sieht eine Trasse durch Ilsfeld, Abstatt, Happenbach, Untergruppenbach und Flein nach Heilbronn vor.

Im April 2017 wurde die Reaktivierung der Bottwartalbahn als mögliche Stadtbahnverbindung zwischen Marbach und Heilbronn im Rahmen einer Regionalstadtbahn erneut gefordert, dies wolle man „zügig vorantreiben“.
Der Verband Region Stuttgart hat 2017 mit „hoher Dringlichkeit“ einen Entwurf für seinen neuen Regionalverkehrsplan mit der Bottwartalbahn für die Strecke von Marbach bis Beilstein präsentiert. Der Bau des Abschnittes Marbach bis Beilstein würde 75 Millionen Euro kosten und bis 2030 dauern. Es bestehe „weiter Bedarf“ für eine Verlängerung ins Schozachtal, erklärt der Stuttgarter Regionalverband.
Die Bürgeraktion Bottwartalbahn wurde von Hans-Joachim Knupfer, Oliver Kämpf und Wolfram Berner im Jahr 2015 gegründet. Die Bürgerinitiative fordert eine Stadtbahn nach dem Konzept des Tram-Trains, die sowohl auf Stadtbahngleisen als auch auf DB-Gleisen verkehren kann (Zweisystem-Regionalstadtbahn). Die Bottwartalbahn-Initiative lehnte den Entwurf des Stuttgarter Regionalverbands ab: Die „Insellösung Marbach-Beilstein ist für uns keine Lösung.“ Dabei meint Wolfram Berner: „Das Konzept funktioniert nur als Ganzes, von Heilbronn bis Marbach.“
Sie wollen zwei Streckenteile: einen zwischen Marbach und Beilstein und einen zweiten zwischen Beilstein und Heilbronn. Der Abschnitt Marbach-Beilstein soll weitgehend auf oder entlang der Originaltrasse verlaufen. Der Abschnitt Beilstein-Heilbronn ist nicht mehr wie ursprünglich geplant über Schozach, Talheim und Sontheim vorgesehen. Der Trassenvorschlag der Bürgerinitiative sieht einen Verlauf durch Ilsfeld, Abstatt, Happenbach, Untergruppenbach und Flein nach Heilbronn in Richtung Harmonie vor. Die Heilbronner Stadtbahn soll dabei erweitert werden.
Seit 2006 ist für die Bottwartalbahn ein Trassenvorschlag ab Beilstein über Auenstein und Abstatt nach Untergruppenbach in Richtung Flein nach Heilbronn im Regionalplan des Regionalverbands Heilbronn-Franken eingetragen.
Im Juli 2017 gaben die Gemeinderäte in Beilstein, Abstatt, Ilsfeld und Untergruppenbach sowie Talheim ein Votum für die Reaktivierung der Bottwartalbahn ab.
Der Landesverkehrsminister Winfried Hermann bezeichnete am 24. August 2017 bei einer Wahlkampfveranstaltung in Ilsfeld die Bottwartalbahn als eines der „zwei großen Zukunftsprojekte“. Dabei hoffen die anwesenden Politiker, darunter Hermann, die Grünen-Bundestagskandidatin Catherine Kern für den Wahlkreis Neckar-Zaber sowie der Großbottwarer Bürgermeister Ralf Zimmermann und der Ilsfelder Bürgermeister Thomas Knödler, auf Regionalisierungsmittel des Bundes vom Land für regionale Schienenprojekte und für die (Re-)Aktivierung der Bottwartalbahn.
Anfang Juni 2017 hat der Verband Region Stuttgart der stillgelegten Schienenstrecke von Marbach nach Beilstein (Bottwartalbahn) in seinem Verkehrsplan eine  „hohe Dringlichkeit“ bescheinigt. Der Verband hat das Projekt im Juni 2017 in seinen Plan aufgenommen und rechnet mit rund 6000 Nutzern pro Tag und einer um ein Viertel kürzeren Reisezeit. Doch die Schienenstrecke „müsse über eine längere Distanz wieder aufgebaut werden“. Daher will das Ludwigsburger Landratsamt eine Studie über die Reaktivierung des rund 13 Kilometer langen Schienenstrangs von Marbach über Murr, Steinheim, Großbottwar und Oberstenfeld nach Beilstein in Auftrag geben. Rainer Haas vom Ludwigsburger Landratsamt meint: „Grundsätzlich halten wir das für eine gute Sache“. Eine letzte Untersuchung aus dem Jahr 2004 hatte einen Kosten-Nutzen-Faktor von knapp unter Eins ergeben – zu wenig für eine Förderung durch das Land oder den Bund. Der Leiter des Verkehrsbereichs im Landratsamt, Axel Meier, erklärte, dass diese Untersuchung nicht mehr auf die heutige Zeit übertragbar sei, er wünscht daher eine neue Machbarkeitsstudie. „Die Bevölkerung hat sich ganz anders entwickelt, als damals prognostiziert“, erklärte Landrat Haas. Die CDU-Ortsvereine von Marbach, Murr, Steinheim, Großbottwar, Oberstenfeld und Beilstein haben sich für die Reaktivierung ausgesprochen.
Ende Oktober 2017 wurde im Beilsteiner Gemeinderat über vier Varianten für einen möglichen Gleisverlauf der künftigen Bottwartalbahn in Beilstein diskutiert. Eine der vier möglichen Trassen soll laut Flächennutzungsplan entlang der Auensteiner Straße, unterhalb der Burg Hohenbeilstein und entlang der Hauptstraße führen. Eine Lösung, von der alle im Gemeinderat überzeugt waren, wurde aber noch nicht gefunden.
Am 20. Dezember 2017 hat die Stadt Heilbronn für ihren „Masterplan Green City Heilbronn“ Zuschüsse in Höhe von 180.000 Euro erhalten. Damit sollen auch die Projektierungskosten für eine neue Stadtbahnlinie im Süden finanziert werden. Bundesverkehrsminister Christian Schmidt (CSU) hatte nach dem Dieselgipfel 60 Städten Förderbescheide für ihre Konzepte zur Bekämpfung von Diesel-Abgasen übergeben. Diese umfassten ein Fördervolumen von insgesamt zwölf Millionen Euro.

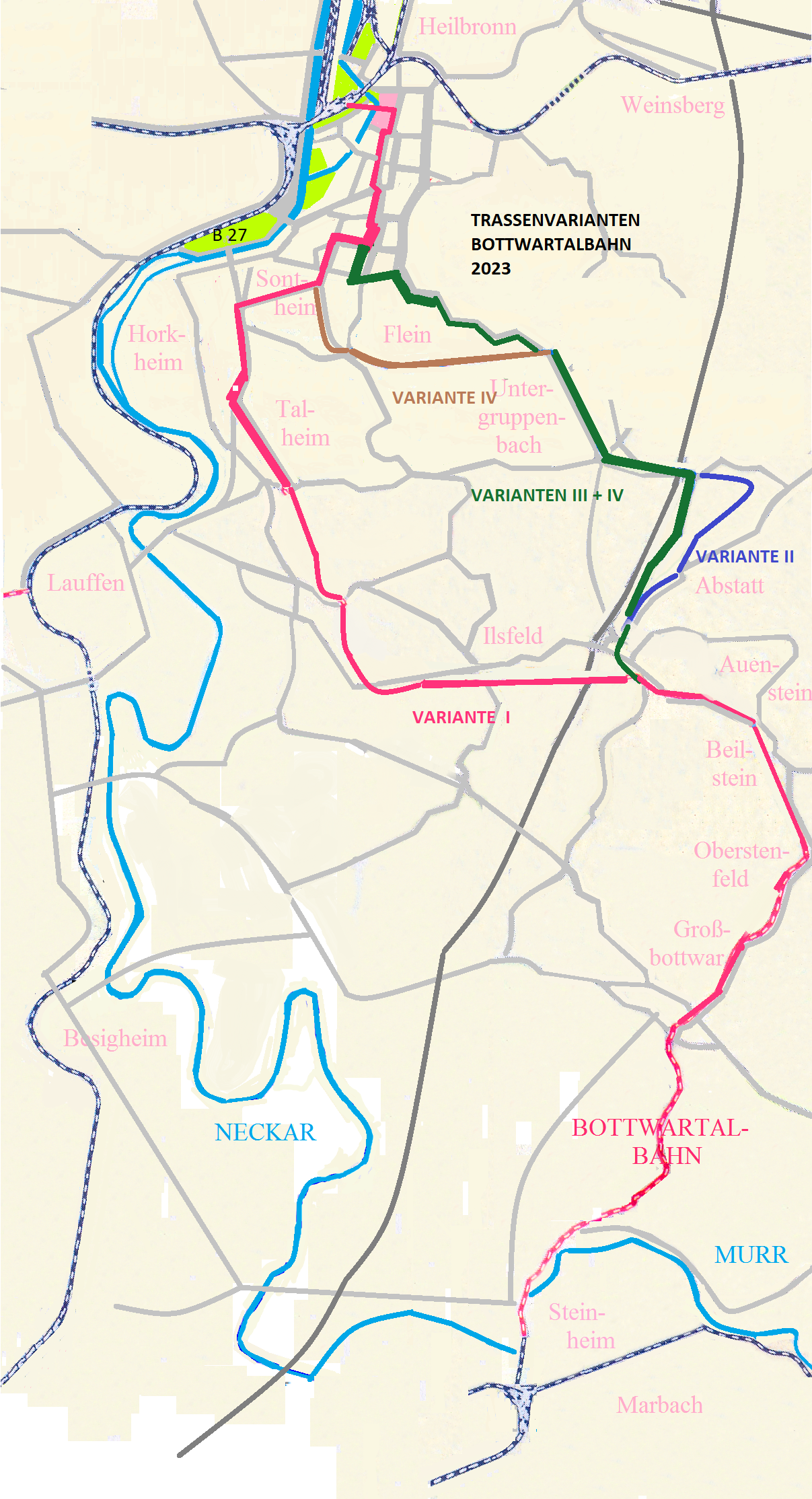
Trassenvorschläge 2023

Am 29. April 2019 wurde die Bottwartalbahn als eine von 41 möglichen Reaktivierungsstrecken mit hohem Fahrgastpotential vom baden-württembergischen Verkehrsminister Winfried Hermann vorgestellt. Am 3. November 2020 veröffentlichte das Ministerium für Verkehr Baden-Württemberg das Ergebnis dieser Untersuchung, wonach das Fahrgastpotential der Bottwartalbahn als „sehr hoch“ bewertet wird. In der Folge wurde eine erneute Standardisierten Bewertung auf der Grundlage der neuen, seit 2022 bundesweit gültigen Kriterien beauftragt. Dafür wurden im Anschluss an den unstrittigen Verlauf von Marbach über Murr, Steinheim, Großbottwar und Oberstenfeld nach Beilstein vier Trassenvarianten zwischen Beilstein und Heilbronn untersucht:
- Variante I: Originalstrecke über Ilsfeld und Talheim nach Heilbronn (Schozachtal)
- Variante II: Route über Auenstein, Abstatt, Bosch, Untergruppenbach und Donnbronn (Bosch und Landesstraße wie der L1111)
- Variante III: Route über Auenstein, Abstatt, Untergruppenbach und Donnbronn (Bundesautobahn 81 und Landesstraße wie der L1111)
- Variante IV: Route über Auenstein, Abstatt, Untergruppenbach, Donnbronn und Flein (Bundesautobahn 81 und Flein).

Alle vier Varianten erreichten laut den im Juli 2023 vorgestellten Ergebnisse der Studie Nutzen-Kosten-Verhältnisse von deutlich über 1, weshalb die Weiterverfolgung empfohlen wurde.
Konkret wurden die folgenden Ergebnisse erzielt:
| Variante | Nutzen-Kosten-Quotient | gewonnene Fahrgäste | bediente Haltestellen | Streckenlänge | Erschließungswirkung            |
| -------- | ---------------------- | ------------------- | --------------------- | ------------- | ------------------------------- |
| I        | 1,9                    | 5.500               | 32                    | 36,8 km       | Direkte Anbindung an Hochschule |
| II       | 1,85                   | 5.700               | 34                    | 34,3 km       | Direkte Anbindung an Bosch      |
| III      | 1,76                   | 5.000               | 32                    | 32,7 km       | Kürzeste Strecke                |
| IV       | 1,54                   | 4.900               | 35                    | 35,3 km       | Direkte Anbindung an Hochschule |

Im Herbst 2023 fanden in den Kommunen Infoveranstaltungen statt, in denen Vertreter des Planungsbüros die Machbarkeitsstudien erläuterten.
Der Kreistag Heilbronn beschloss am 18. März 2024 die Weiterverfolgung der Variante durch das Schozachtal.

### Zeitliche Übersicht
| Abschnitt                       | Datum              | Art                               |
| ------------------------------- | ------------------ | --------------------------------- |
| Marbach–Beilstein               | 10. Mai 1894       | Schmalspur                        |
| Beilstein–Ilsfeld               | 25. November 1899  | Schmalspur                        |
| Ilsfeld–Heilbronn Süd           | 1. Dezember 1900   | Schmalspur bzw. Dreischienengleis |
| Heilbronn Süd–Heilbronn Pfühl   | 11. April 1901     | Normalspur, nur Güterverkehr      |
| Anschlussbahn Kraftwerk Marbach | 1939               | Dreischienengleis bzw. Normalspur |
| Marbach–Steinheim               | 18. September 1968 | Normalspur                        |

| Abschnitt                     | Datum              | Art                                    |
| ----------------------------- | ------------------ | -------------------------------------- |
| Marbach–Heilbronn Süd         | 24. September 1966 | Personenverkehr                        |
| Marbach–Beilstein             | 13. Juli 1968      | Güterverkehr auf der Schmalspurstrecke |
| Beilstein–Heilbronn Süd       | 30. Dezember 1968  | Güterverkehr auf der Schmalspurstrecke |
| Talheim–Sontheim              | 30. Mai 1976       | Güterverkehr auf der Normalspurstrecke |
| Sontheim–Heilbronn Süd        | 27. September 1985 | Güterverkehr auf der Normalspurstrecke |
| Marbach–Steinheim             | 30. September 1990 | Güterverkehr auf der Normalspurstrecke |
| Heilbronn Süd–Heilbronn Pfühl | 1. Januar 2000     | Güterverkehr                           |

| Abschnitt                           | Datum              |
| ----------------------------------- | ------------------ |
| Steinheim–Talheim                   | März bis Juli 1969 |
| Talheim–Sontheim                    | Sommer 1976        |
| Sontheim–Heilbronn Süd              | August 1986        |
| Abzweig Kraftwerk Marbach–Steinheim | Dezember 1990      |

## Fahrzeuge
1964 beschaffte die Deutsche Bundesbahn noch schmalspurige Diesellokomotiven der Baureihe V 51, dennoch waren bis zuletzt auch Dampflokomotiven der Baureihe 9964–65 im Einsatz.

## Besonderheiten
- Marbach–Heilbronn Süd: erste staatliche 750-mm-Schmalpurbahn im damaligen Königreich Württemberg und auch die längste
- Dreischienengleis zwischen Marbach–Abzweig Kraftwerk Marbach
- zugehöriger Normalspurgleis-Abzweig Kraftwerk Marbach–Kraftwerk Marbach (nur für den Werksverkehr)
- Dreischienengleis Talheim–Heilbronn Süd
- zugehöriges Normalspurgleis Heilbronn Süd–Heilbronn Pfühl (nur Güterverkehr)
- Marbach–Steinheim wurde 1968 für den Güterverkehr auf Normalspur umgestellt

## Relikte

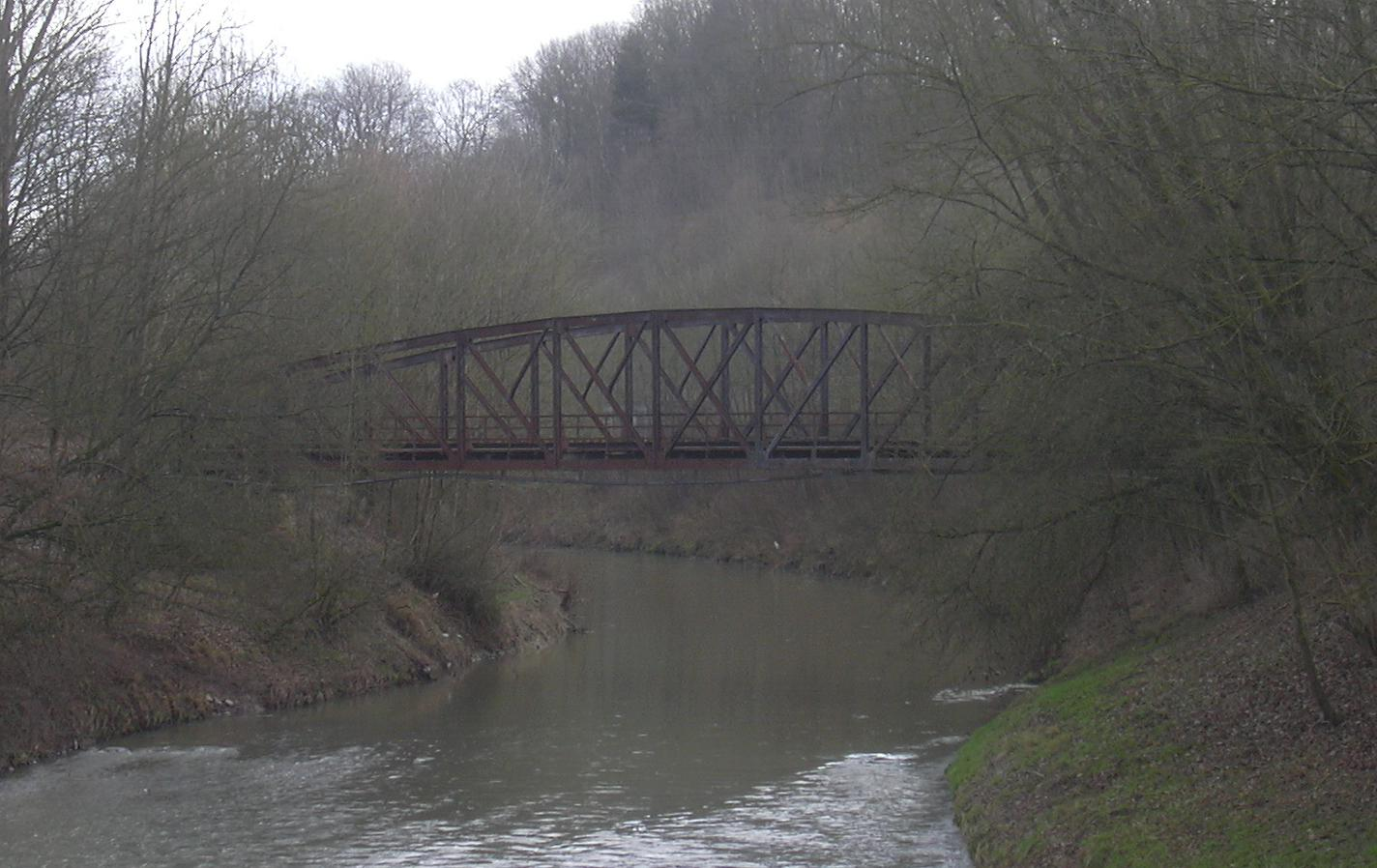
Brücke über die Murr bei Murr (2007)
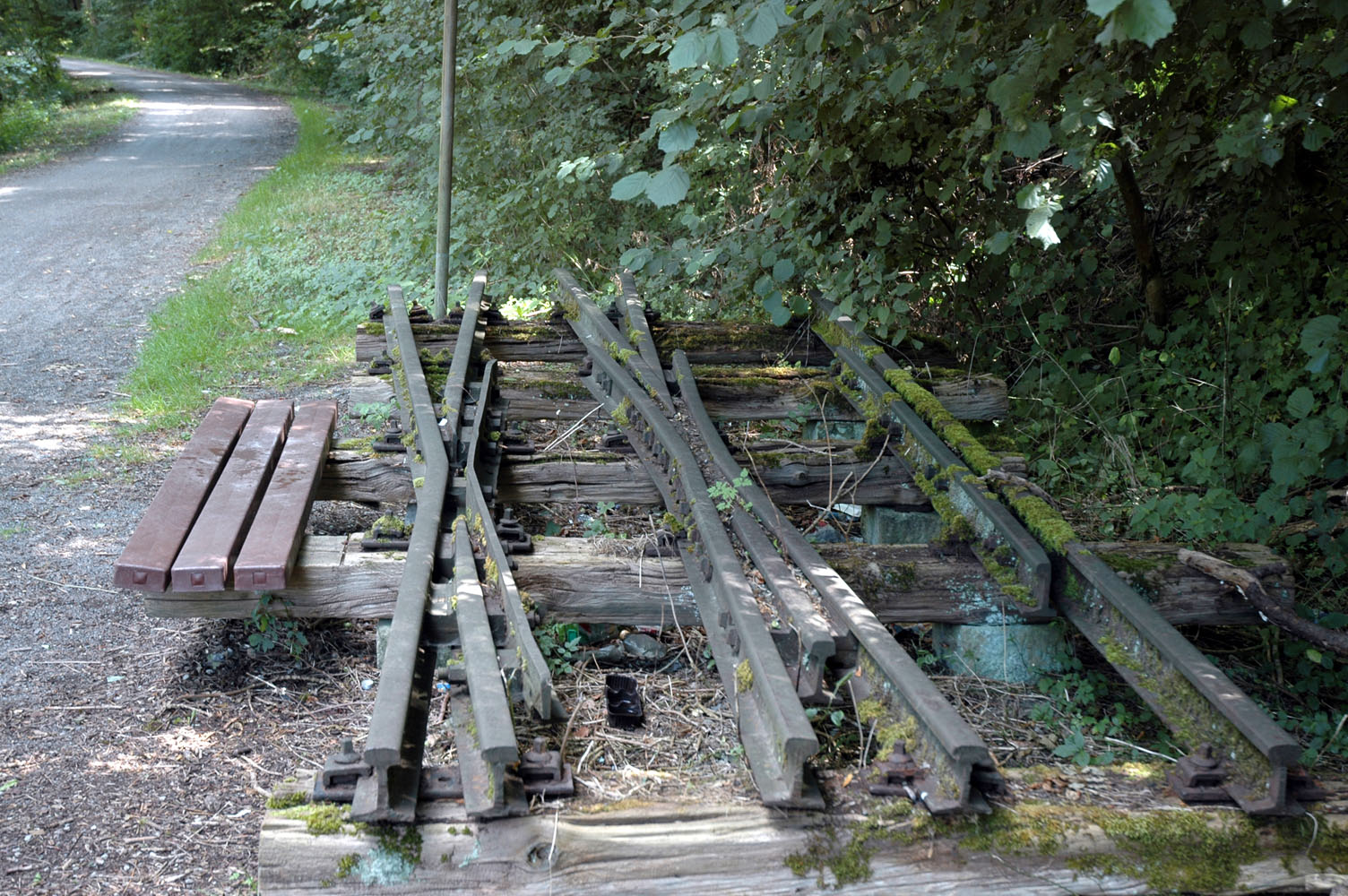
Rest einer Dreischienengleis-Weiche bei Ilsfeld (2007)
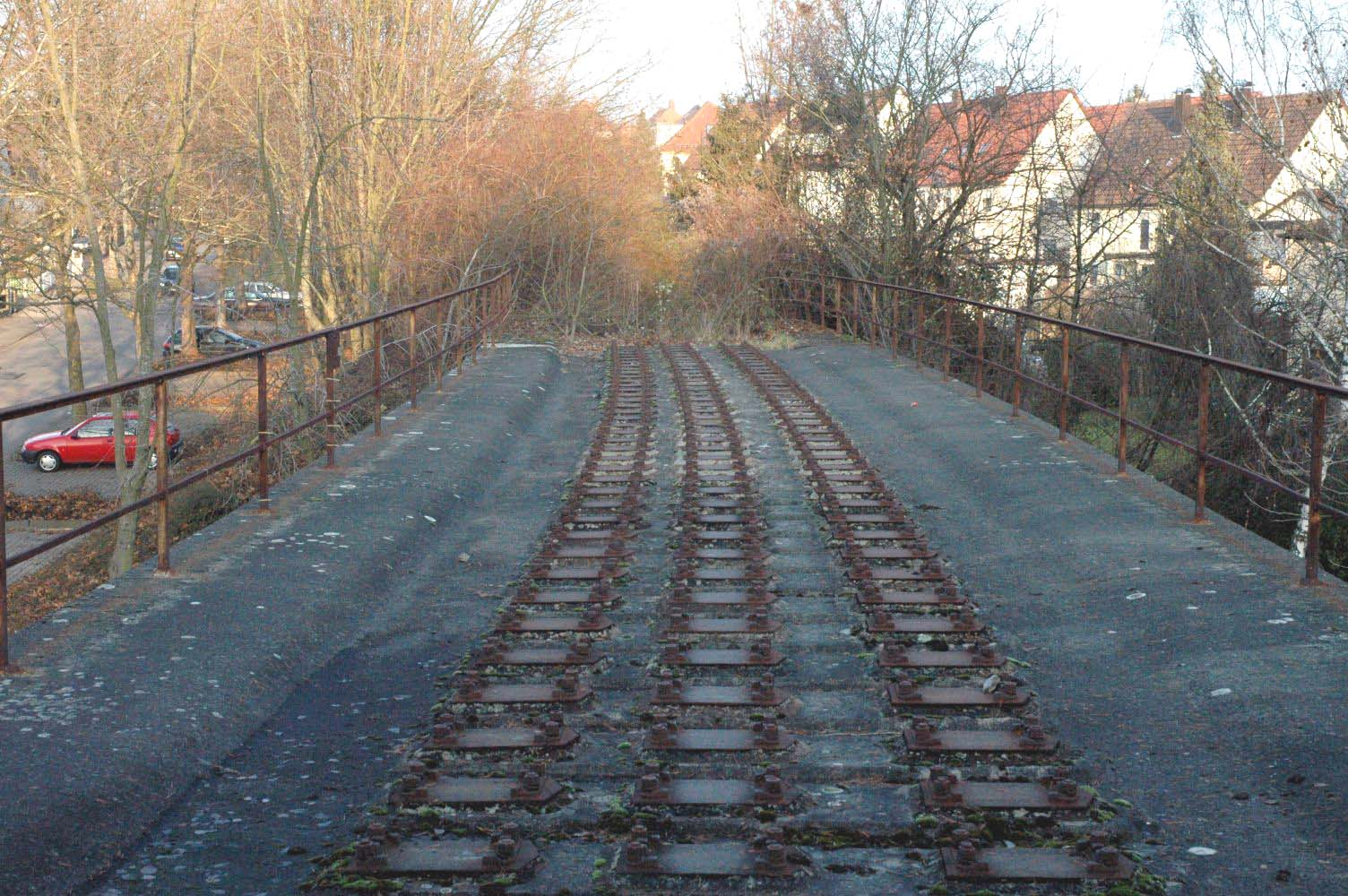
Überreste des Dreischienengleises in Heilbronn auf der Brücke über die Sontheimer Landwehr (2006)
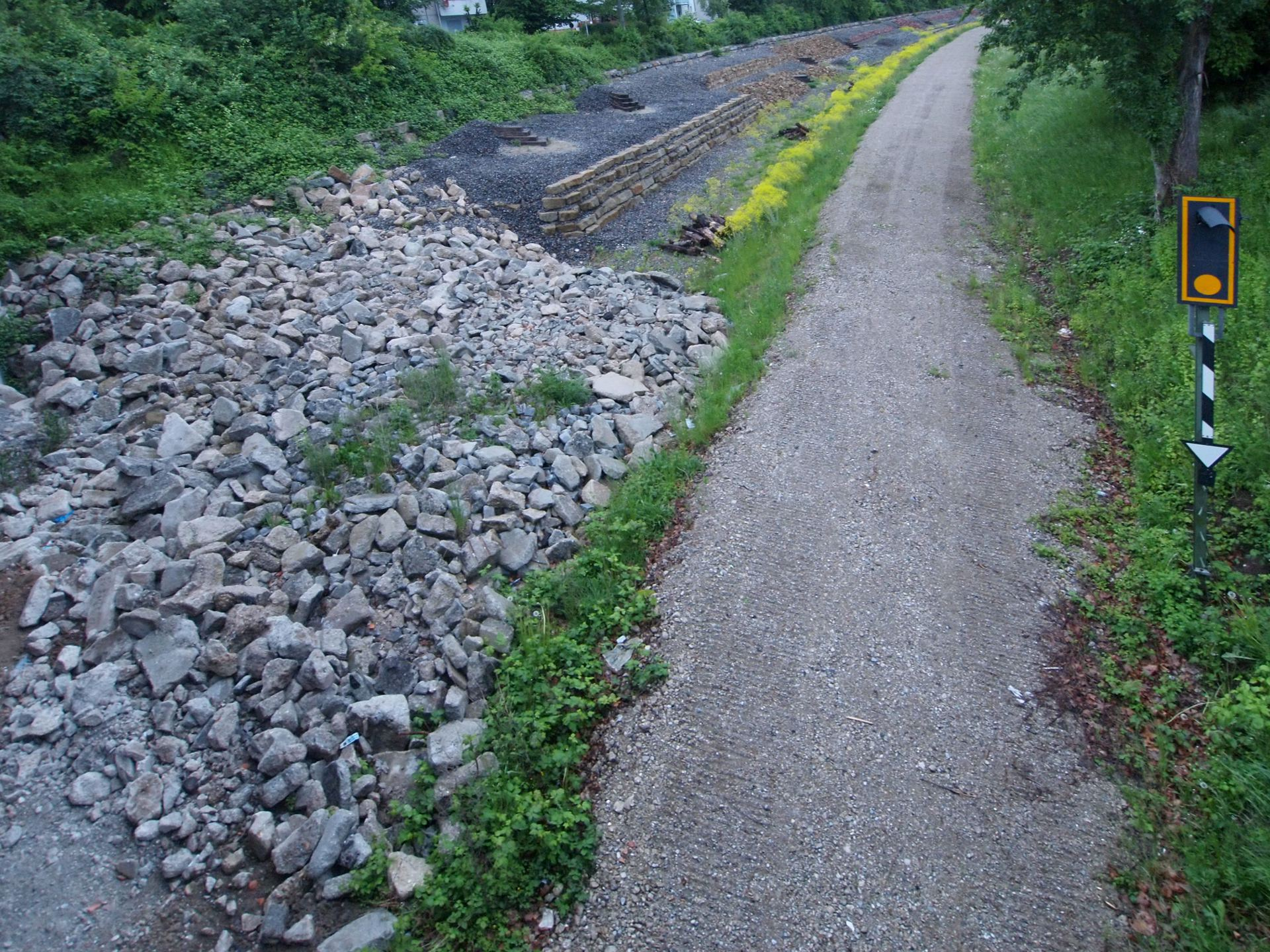
Strecke zum Lerchenbergtunnel (2014)
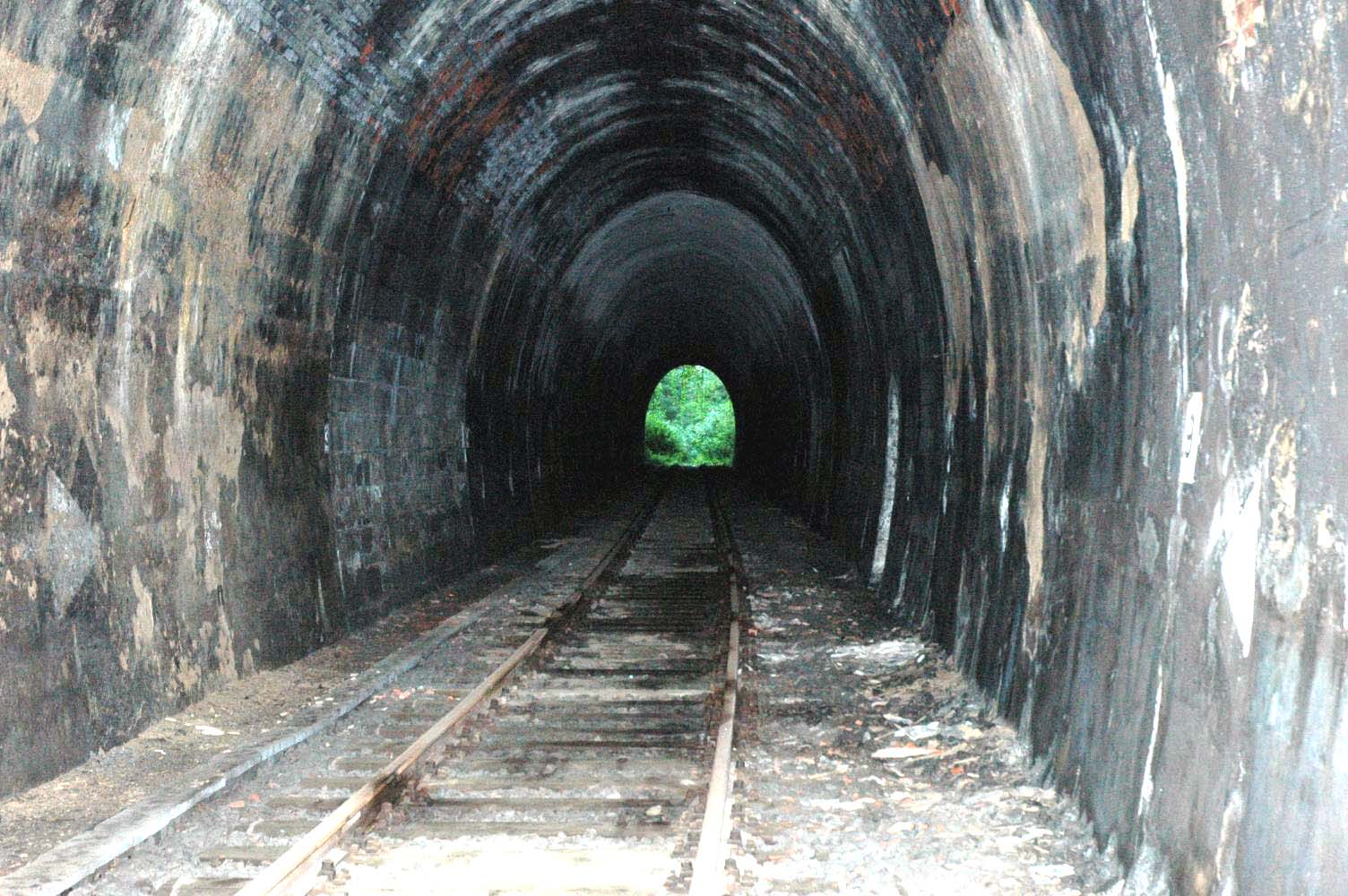
Blick aus dem Heilbronner Lerchenbergtunnel nach Osten (2006)

## Rezeption

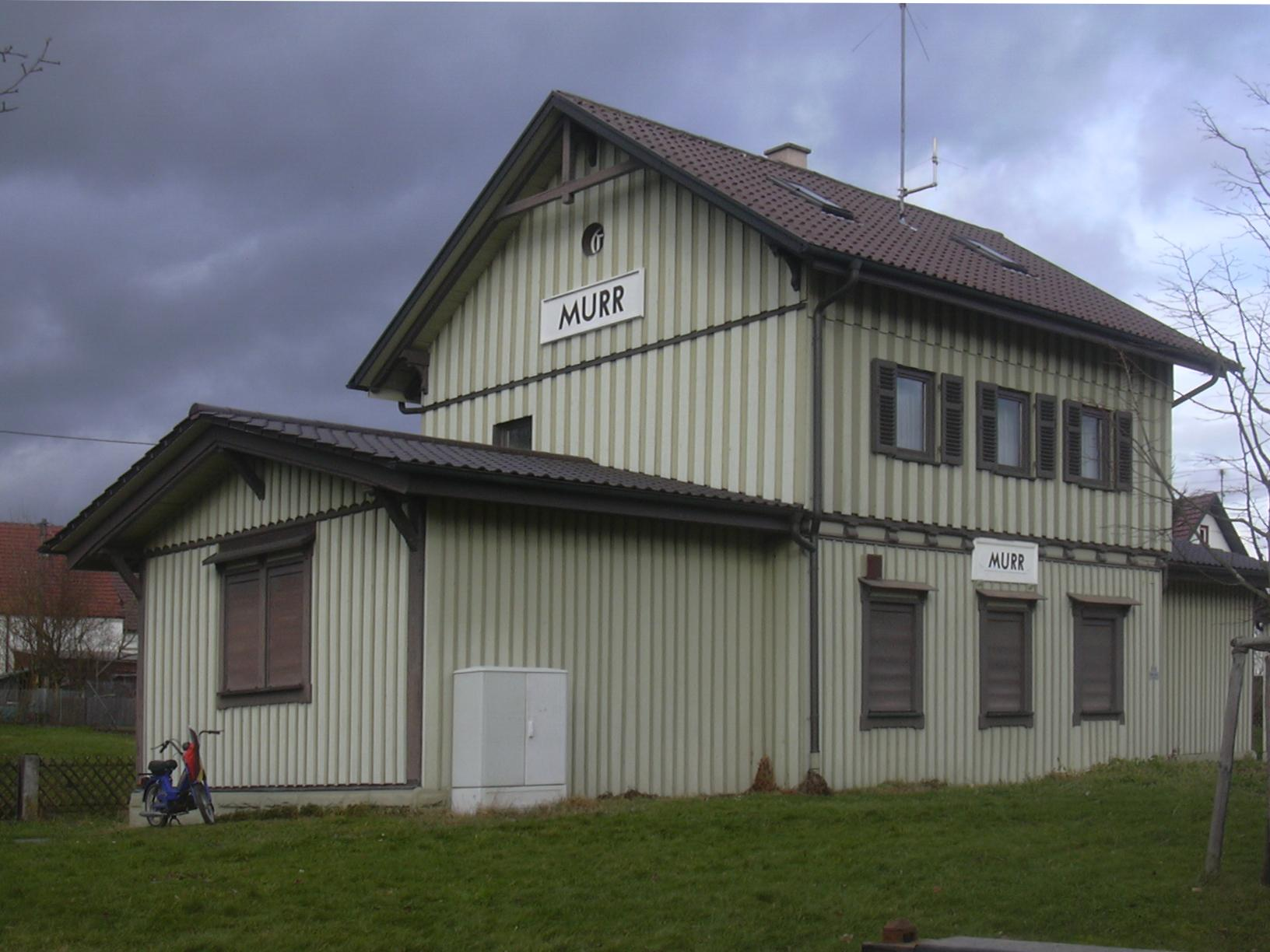
Ehemaliger Bahnhof Murr, 2007

In Murr, Steinheim, Großbottwar, Oberstenfeld, Beilstein, Ilsfeld und Talheim erinnern jeweils die Bahnhofstraße, in Oberstenfeld und Auenstein jeweils die Eisenbahnstraße, in Beilstein die Straße Alte Bahn sowie die Dammstraße, in Schozach die Straße Beim Bahnhof, in Sontheim die Bottwarbahnstraße und in Heilbronn die Straße Am Südbahnhof an die frühere Strecke.